# Isotunjärvi
Isotunjärvi är en sjö i kommunen Joutsa i landskapet Mellersta Finland i Finland. Arean är 37 hektar och strandlinjen är 4,17 kilometer lång. Sjön  ingår i Kymmene älvs huvudavrinningsområde.   Den ligger omkring 71 kilometer söder om Jyväskylä och omkring 180 kilometer norr om Helsingfors. 